# Антонів Василь Федорович
Василь Федорович Антонів (рос. Василий Федорович Антонив; 24 грудня 1936, с. Ославиця, нині Польща) — український і російський вчений-оториноларинголог, громадський діяч. Доктор медичних наук (1982). Професор (1983). Член правління Всесвітньої федерації УЛТ. Заслужений діяч науки РФ. Голова Товариства української культури (м. Москва, нині РФ). Почесний професор Тернопільського державного медичного університету імені І. Я. Горбачевського.

## Життєпис
Василь Федорович Антонів народився 24 грудня 1936 року в селі Ославиці, нині Сяноцького повіту Польщі.
У 1946 році з родиною депортований з Лемківщини в Україну, проживав у с. Полупанівці Підволочиського району Тернопільської області.
Навчався у Чернівецькому медичному інституті, закінчив навчання у Тернопільському медичному інституті (1961, нині медичний університет).
3 роки працював оториноларингологом у районній лікарні м. Краснодону Луганської області.
Від 1964 живе і працює в Москві (нині РФ): клінічний ординатор, доцент, професор Центрального інституту вдосконалення лікарів; від 1992 — завідувач кафедри отори-ноларингології Університету дружби народів (нині Російський університет дружби народів).

## Науковий доробок
Впровадив у клінічну практику понад 30 нових операцій при пухлинах лорорганів.
Автор більш як 200 наукових робіт, у тому числі 6 монографій, 2 атласів. Голова ради Товариства українців Москви «Славутич».